# ۱۹ شوال
۱۹ شوال، نوزدهمین روز از ماه شوال در تقویم هجری قمری است.
در تقویم هجری قمری قراردادی این روز دویست و هشتاد و پنجمین روز سال است.
تولد صادق ریسی